# Roumoules
Roumoules (Roumoulo en occitan provençal selon la norme mistralienne et Romolas selon la norme classique) est une commune française, située dans le département des Alpes-de-Haute-Provence en région Provence-Alpes-Côte d'Azur.
Le nom de ses habitants est Roumoulins.

## Géographie

### Localisation

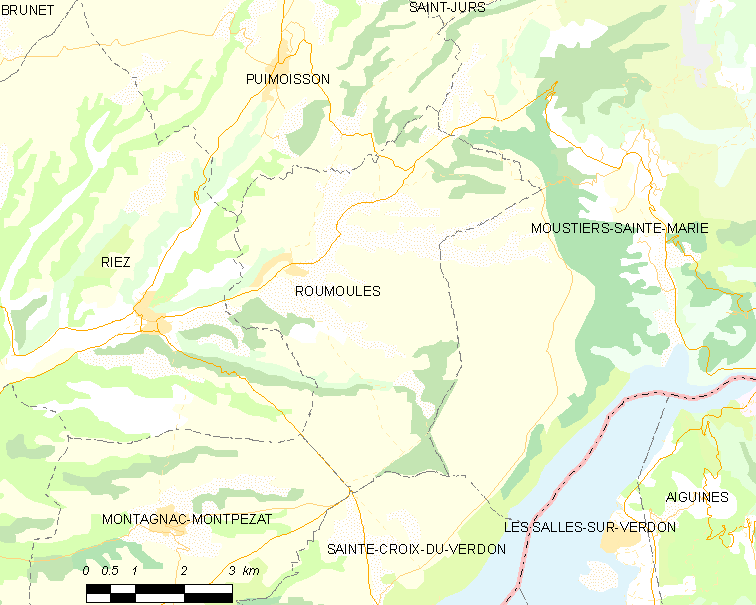
Roumoules et les communes voisines (Cliquez sur la carte pour accéder à une grande carte avec la légende).

Le village est situé à 600 m d’altitude dans la vallée que le Colostre, affluent du Verdon, a creusé dans le plateau de Valensole. Il se trouve à 15 km à l’ouest de Moustiers-Sainte-Marie et à 3 km à l’est de Riez sur la route départementale 952.
Sept kilomètres plus au nord se trouve Puimoisson, et à peu près à même distance, au sud, le lac et le village de Sainte-Croix-du-Verdon.
Les communes limitrophes de Roumoules sont Puimoisson, Moustiers-Sainte-Marie, Sainte-Croix-du-Verdon, Montagnac-Montpezat et Riez.

### Géologie et relief
Le plateau de Valensole.

### Hydrographie
- Le Ravin de Peyrouvier. Une zone hydrographique traversée : Le Colostre de sa source au ruisseau de Mauroue inclus (X270)[4].
- Le Colostre affluent du Verdon, dont la source est au col de Saint-Jurs, à Moustiers-Sainte-Marie[5].

### Climat
Pour des articles plus généraux, voir Climat de Provence-Alpes-Côte d'Azur et Climat des Alpes-de-Haute-Provence.
En 2010, le climat de la commune est de type climat méditerranéen altéré, selon une étude du Centre national de la recherche scientifique s'appuyant sur une série de données couvrant la période 1971-2000. En 2020, Météo-France publie une typologie des climats de la France métropolitaine dans laquelle la commune est dans une zone de transition entre le climat de montagne et le climat méditerranéen et est dans une zone de transition entre les régions climatiques « Provence, Languedoc-Roussillon » et « Alpes du sud ».
Pour la période 1971-2000, la température annuelle moyenne est de 11,2 °C, avec une amplitude thermique annuelle de 16,4 °C. Le cumul annuel moyen de précipitations est de 788 mm, avec 6,2 jours de précipitations en janvier et 4 jours en juillet. Pour la période 1991-2020, la température moyenne annuelle observée sur la station météorologique de Météo-France la plus proche, « St Jurs », sur la commune de Saint-Jurs à 10 km à vol d'oiseau, est de 12,6 °C et le cumul annuel moyen de précipitations est de 828,9 mm. 
La température maximale relevée sur cette station est de 38 °C, atteinte le 28 juin 2019 ; la température minimale est de −16,5 °C, atteinte le 13 février 2010,,.
Les paramètres climatiques de la commune ont été estimés pour le milieu du siècle (2041-2070) selon différents scénarios d'émission de gaz à effet de serre à partir des nouvelles projections climatiques de référence DRIAS-2020. Ils sont consultables sur un site dédié publié par Météo-France en novembre 2022.

### Environnement
La commune compte 289 ha de bois et forêts.

## Urbanisme

### Typologie
Au 1er janvier 2024, Roumoules est catégorisée commune rurale à habitat dispersé, selon la nouvelle grille communale de densité à 7 niveaux définie par l'Insee en 2022.
Elle est située hors unité urbaine et hors attraction des villes,.

### Occupation des sols
L'occupation des sols de la commune, telle qu'elle ressort de la base de données européenne d’occupation biophysique des sols Corine Land Cover (CLC), est marquée par l'importance des territoires agricoles (83,4 % en 2018), une proportion sensiblement équivalente à celle de 1990 (83,9 %). La répartition détaillée en 2018 est la suivante : 
terres arables (63,7 %), zones agricoles hétérogènes (19,7 %), forêts (12,4 %), milieux à végétation arbustive et/ou herbacée (2,8 %), zones urbanisées (1,4 %).
L'évolution de l’occupation des sols de la commune et de ses infrastructures peut être observée sur les différentes représentations cartographiques du territoire : la carte de Cassini (XVIIIe siècle), la carte d'état-major (1820-1866) et les cartes ou photos aériennes de l'IGN pour la période actuelle (1950 à aujourd'hui).

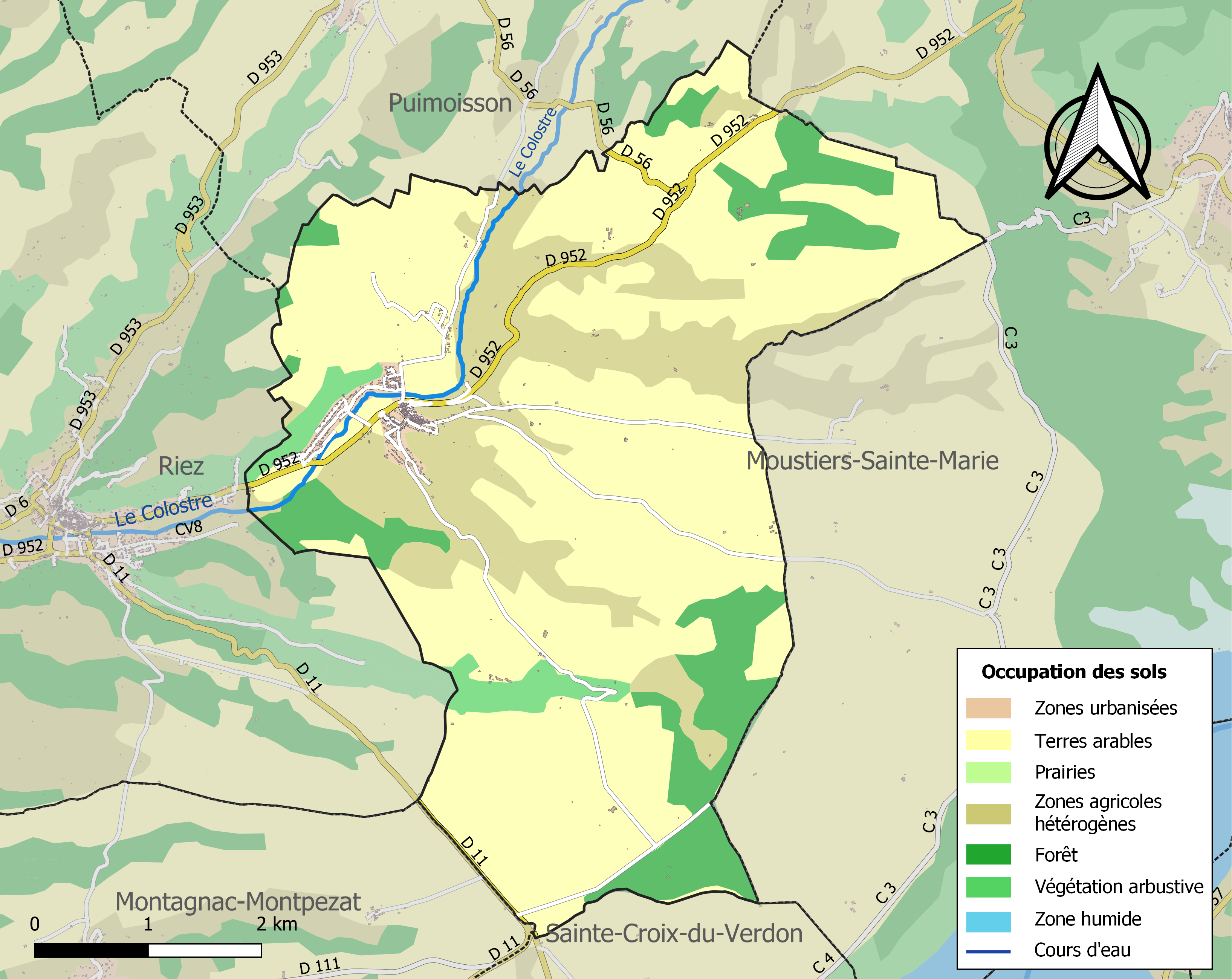
Carte de l'occupation des sols de la commune en 2018 (CLC).

### Voies de communication et transports

#### Services autocars

##### Lignes régionales, réseauZou!
- Roumoules est desservie par 1 ligne de PROXIMITÉ :

| Ligne | Tracé                                                  |
| ----- | ------------------------------------------------------ |
| 450   | Castellane ↔ Moustiers-Sainte-Marie ↔ Roumoules ↔ Riez |

##### Lignes intercommunales
Le village est relié par 1 ligne intercommunale, réseau Trans'Agglo :
| Ligne | Parcours                                                    |
| ----- | ----------------------------------------------------------- |
| 132   | Roumoules / Puimoisson ↔ Riez ↔ Gréoux-les-Bains ↔ Manosque |
| 135   | Puimoisson ↔ Roumoules ↔ Riez (Transport à la demande)      |

### Risques naturels et technologiques
Aucune des 200 communes du département n'est en zone de risque sismique nul. Le canton de Riez auquel appartient Roumoules est en zone 1b (sismicité faible) selon la classification déterministe de 1991, basée sur les séismes historiques, et en zone 3 (risque modéré) selon la classification probabiliste EC8 de 2011. La commune de Roumoules est également exposée à trois autres risques naturels :
- feu de forêt,
- inondation,
- mouvement de terrain : des secteurs importants de la commune sont concernés par un aléa moyen à fort[21].

La commune de Roumoules est de plus exposée à un risque d’origine technologique, celui de transport de matières dangereuses par route et canalisations. La départementale RD 952 peut être empruntée par les transports routiers de marchandises dangereuses.
Le plan de prévention des risques naturels prévisibles (PPR) de la commune a été approuvé en 1998 pour les risques d’inondation et de séisme et le Dicrim existe depuis 2011.

## Toponymie
Le nom du village, tel qu’il apparaît la première fois vers 1020 (in villa Romules), est interprété comme tiré d’un nom propre romain, Romulus,,.

## Histoire

### Antiquité
Roumoules tire son origine d’un établissement romain périphérique de Riez. La présence romaine sur la commune est attestée par trois découvertes : en 1957, une sépulture antique appartenant certainement à une nécropole a été découverte au Play, elle contenait probablement les restes d’un centurion et pourrait dater du Ier ou IIe siècle après Jésus-Christ. En 1965, on a découvert à proximité un fer de pilum.
Un peu plus au nord, au lieu-dit "Verdillon", a été découverte en 1964 une sépulture à incinération constituée d’un vase en tôle de bronze et contenant des ossements humains incinérés.
Enfin, la troisième trace de la présence de Romains est une inscription antique connue depuis le XVIe siècle mais non visible du fait des transformations de l’église. Elle a peut-être été réemployée dans la construction de l’autel. Il s’agit d’une épitaphe datée du Ier siècle av. J.-C., de Marcus Annius Severus à son épouse Julia Tessallys.

### Moyen Âge
Au Moyen Âge, il existait deux communautés, à Roumoules, et à Saint-Martin-d’Alignosc. Ce dernier aurait pris le nom de Saint-Martin-le-Rimat après un incendie. Fin XIIIe et début XIVe siècles, Jacques de Nati (?-v.1338) fut seigneur de Roumoules ; il succéda à son père Georges décédait vers 1321. En 1309, Guillaume de Roumoules est signalé comme seigneur de Roumoules, de Beaujeu, de Bédéjun, de Bras-d'Asse, d'Entrages, de Majastres, de Vergons et d'Estoublon. En 1353, Rostang de Roumoules lui succéda comme seigneur du lieu.
La mort de la reine Jeanne Ire ouvre une crise de succession à la tête du comté de Provence, les villes de l’Union d'Aix (1382-1387) soutenant Charles de Duras contre Louis Ier d'Anjou. Puis, Aix se soumet en octobre 1387, ce qui précipite le ralliement des carlistes, dont le co-seigneur de Roumoules, Foulques du Puy. Il obtient un « chapitre de paix » de Marie de Châtillon le 2 janvier 1388 et prête hommage à Louis II d'Anjou, âgé de dix ans. La communauté villageoise, qui avait soutenu Charles de Duras, se rallie également à la fin de la guerre.
La communauté de Saint-Martin-le-Rimat ou Saint-Martin-d’Alignosc, qui comptait 24 feux en 1315, est fortement dépeuplée par la crise du XIVe siècle (Peste noire et guerre de Cent Ans) et annexée par celle de Roumoules au XVe siècle. Les deux communautés relevaient de la viguerie de Moustiers.

### Temps modernes
La Réforme connaît un certain succès à Roumoules, et une partie des habitants se convertissent. Malgré les guerres de religion, une communauté protestante se maintient au XVIIe siècle autour de son temple, grâce à l’édit de Nantes (1598). Mais l’abolition de l’édit de Nantes (1688) lui fut fatale, et elle disparut, ses membres émigrant ou étant convertis de force. Le fief de Roumoules est érigé en marquisat en 1649 pour les Grimaldi en 1649,. Elle passe ensuite aux Régusse puis, au XVIIIe siècle, à la famille de Clérissy qui est à l'origine de la réputation des faïences de Moustiers-Sainte-Marie.

### Révolution française
Durant la Révolution, la commune compte une société patriotique, créée après la fin de 1792. Saint-Martin-le-Rimat, qui forme une commune de manière éphémère au début de la Révolution, est rattaché à Roumoules avant 1794.

### Époque contemporaine
Le coup d'État du 2 décembre 1851 commis par Louis-Napoléon Bonaparte contre la Deuxième République provoque un soulèvement armé dans les Basses-Alpes, en défense de la Constitution. Après l’échec de l’insurrection, une sévère répression poursuit ceux qui se sont levés pour défendre la République : Roumoules, avec deux habitants traduits devant la commission mixte, est relativement peu touchée.
Comme de nombreuses communes du département, Roumoules se dote d’une école bien avant les lois Jules Ferry : en 1863, elle en possède déjà une qui dispense une instruction primaire aux garçons, au chef-lieu
. La même instruction est donnée aux filles, même si la loi Falloux (1851) n’impose l’ouverture d’une école de filles  qu’aux communes de plus de 800 habitants.
Jusqu’au milieu du XXe siècle, la vigne était cultivée à Roumoules. Plusieurs dizaines d’hectares produisaient du vin, destiné à l’autoconsommation et à la vente sur les marchés régionaux. Cette culture est aujourd’hui abandonnée.

## Politique et administration

### Liste des maires
| Période                                  | Période                       | Identité           | Étiquette | Qualité    |
| ---------------------------------------- | ----------------------------- | ------------------ | --------- | ---------- |
| mai 1945                                 |                               | Gaston Michel      |           |            |
| 1965                                     | 2003                          | Pierre Guillaumond |           | Maire      |
| avant 2005                               | En cours (au 21 octobre 2014) | Gilles Megis,      | SE        | Professeur |
| Les données manquantes sont à compléter. |                               |                    |           |            |

### Rattachements administratifs et électoraux
Roumoules était, en 2011, l'une des treize communes du département à n'être rattachée à aucun établissement public de coopération intercommunale (EPCI) à fiscalité propre. À la suite du schéma départemental de coopération intercommunale de 2011 établi par la préfecture, prévoyant « la couverture intégrale du territoire par des EPCI à fiscalité propre », la commune fait partie, depuis le 1er janvier 2013, de la communauté d'agglomération Durance Luberon Verdon.

### Politique environnementale
La collecte et traitement des déchets des ménages et déchets assimilés et la protection et mise en valeur de l'environnement se font dans le cadre de la communauté d'agglomération Durance Luberon Verdon.

### Budget et fiscalité 2015
En 2015, le budget de la commune était constitué ainsi :
- total des produits de fonctionnement : 882 000 €, soit 1 240 € par habitant ;
- total des charges de fonctionnement : 806 000 €, soit 1 133 € par habitant ;
- total des ressources d’investissement : 271 000 €, soit 382 € par habitant ;
- total des emplois d’investissement : 488 000 €, soit 687 € par habitant.
- endettement : 346 000 €, soit 487 € par habitant.

Avec les taux de fiscalité suivants :
- taxe d’habitation : 2,93 % ;
- taxe foncière sur les propriétés bâties : 8,99 % ;
- taxe foncière sur les propriétés non bâties : 33,05 % ;
- taxe additionnelle à la taxe foncière sur les propriétés non bâties : 0,00 % ;
- cotisation foncière des entreprises : 0,00 %.

## Population et société

### Démographie
L'évolution du nombre d'habitants est connue à travers les recensements de la population effectués dans la commune depuis 1765. Pour les communes de moins de 10 000 habitants, une enquête de recensement portant sur toute la population est réalisée tous les cinq ans, les populations de référence des années intermédiaires étant quant à elles estimées par interpolation ou extrapolation. Pour la commune, le premier recensement exhaustif entrant dans le cadre du nouveau dispositif a été réalisé en 2005.

En 2022, la commune comptait 732 habitants, en évolution de −1,35 % par rapport à 2016 (Alpes-de-Haute-Provence : +2,84 %, France hors Mayotte : +2,11 %).
| 1765 | 1793 | 1800 | 1806 | 1821 | 1831 | 1836 | 1841 | 1846 |
| ---- | ---- | ---- | ---- | ---- | ---- | ---- | ---- | ---- |
| 710  | 640  | 609  | 621  | 534  | 584  | 607  | 650  | 587  |

| 1851 | 1856 | 1861 | 1866 | 1872 | 1876 | 1881 | 1886 | 1891 |
| ---- | ---- | ---- | ---- | ---- | ---- | ---- | ---- | ---- |
| 571  | 551  | 525  | 519  | 507  | 480  | 439  | 446  | 410  |

| 1896 | 1901 | 1906 | 1911 | 1921 | 1926 | 1931 | 1936 | 1946 |
| ---- | ---- | ---- | ---- | ---- | ---- | ---- | ---- | ---- |
| 384  | 350  | 352  | 323  | 266  | 257  | 233  | 238  | 216  |

| 1954 | 1962 | 1968 | 1975 | 1982 | 1990 | 1999 | 2005 | 2006 |
| ---- | ---- | ---- | ---- | ---- | ---- | ---- | ---- | ---- |
| 223  | 163  | 214  | 249  | 301  | 469  | 631  | 716  | 714  |

| 2010 | 2015 | 2020 | 2022 | - | - | - | - | - |
| ---- | ---- | ---- | ---- | - | - | - | - | - |
| 700  | 746  | 734  | 732  | - | - | - | - | - |

| 1315    | 1471    |
| ------- | ------- |
| 82 feux | 49 feux |

### Cultes
Paroisse de Roumoules-Digne-Riez-Sisteron. Doyenné : Pays de Manosque et du Plateau des Lavandes.

## Économie

### Aperçu général
En 2009, la population active s'élevait à 277 personnes, la commune ne proposant que 130 emplois (l’indicateur de concentration d'emploi est de 47 %). Parmi les emplois localisés dans la commune, l'emploi salarié domine d'une courte majorité (59 %).
Dans la population active de la commune, la proportion de salariés est de 75 % ; et 71 % des actifs de la commune travaillent hors de la commune.

### Agriculture
Dix-neuf exploitations étaient installées dans la commune en 2010, un chiffre stable depuis 2000 (dont 12 professionnelles en 2000). Dix pratiquent les grandes cultures, et quatre des cultures permanentes, le restant se partageant entre élevage ovin et polyculture. La surface agricole utilisée, 1267 ha, est elle en hausse (8, 75 %) : elle est surtout affectée aux grandes cultures (à 76 %).
La culture de l’olivier est pratiquée dans la commune depuis des siècles, tout en étant limitée à certains versants. Le terroir de la commune se situe en effet à la limite altitudinale de l’arbre, qui ne peut que difficilement être exploité au-delà des 650 mètres : à Roumoules, il s’agit des versants bien exposés des vallons entaillant le plateau de Valensole. L’oliveraie de Roumoules occupait plus d’une dizaine d’hectares au début du XIXe siècle. Actuellement[Quand ?], elle a régressé mais reste relativement importante (entre 1000 et 3500 pieds exploités).
Les cultures sont irriguées avec l'eau du canal EDF. Un agriculteur expérimente à grande échelle l'irrigation au goutte-à-goutte enterré, pour un champ de lavande.

### Industrie-Construction
En 2011, sur les 39 établissements de la commune, dix se trouvent dans le secteur de l'industrie ou de la construction. Ce secteur employait 23 salariés en 2009.

### Activités de service
Sur les 39 établissements de la commune, 24 se trouvent dans le secteur des services commerciaux, et 5 dans celui de l'administration. Ce secteur employait 32 salariés en 2009.
Le tourisme est peu développé : la commune ne compte aucune installation d'accueil, et les résidences secondaires ne représentent qu'un quart des logements de la commune.

## Culture locale et patrimoine

### Lieux et monuments
- Le château de Campagne est le principal monument de la commune[64]. Situé dans la vallée du Colostre entre Riez et Roumoules, la terre de Campagne est, selon l’inventaire de production du 28 novembre 1618, l’un des plus anciens domaines seigneuriaux de Provence. On sait qu’en 1324 il appartenait à la famille de Podio, coseigneurs de Riez et de Roumoules. Le château actuel a été construit vers 1680-1690. Il a eu de nombreux propriétaires dont la famille Grimaldi en faveur de qui la seigneurie de Roumoules est érigée en baronnie. Il est finalement acheté en 1782 par Pierre Joseph Clérissy, célèbre faïencier de Moustiers-Sainte-Marie.

De plan rectangulaire, il est encadré par deux pavillons carrés, qui sont eux-mêmes encadrés de tours rondes. Sa toiture en faïences multicolores est classée monument historique,. C’est le plus grand toit de tuiles émaillées de Provence, avec 42 000 tuiles de 25 cm sur 13, formant des motifs géométriques (losanges et chevrons). Son vestibule est dallé de carreaux émaillés vert ou jaune.
- Le château de Saint-Martin-d’Alignosc, ou de Saint-Martin-le-Rimat[69], domine la vallée du Colostre. Le bâtiment principal date de la fin du XVIIIe siècle et du début du XIXe. Il est précédé par une terrasse encadrée de deux tourelles, et de jardins offrant des jets d’eau. Il a également appartenu à Pierre Clérissy[70],[71].
- L’église paroissiale Saint-Pierre-ès-Liens est un ancien prieuré de l’abbaye de Lérins. Sa nef à deux travées est accostée de bas-côtés ; nef et bas-côtés sont plafonnés. Le bas-côté nord débouche sur une chapelle d’architecture gothique, voûtée sous croisée d'ogives, qui date du XVIe siècle[72]. L’abside est voûtée sous croisée d’ogives et ornée de peintures du XIXe siècle[73]. À part la chapelle gothique, l’église, qui a dû être voûtée en plein cintre, date du XVIIe siècle[74]. Sa crèche date d’avant 1850[75].
- Monument aux morts[76] : Conflits commémorés 1914-1918, AFN-Algérie (54-62)[77].
- Émetteur de Roumoules, dans le sud de la commune : équipement de radiodiffusion pour RMC (Radio Monte-Carlo).

### Personnalités liées à la commune
- L'abbé Charles Léon Spariat (1860-1936), né à Roumoules, prêtre et écrivain.
- L'acteur Christian Barbier (1924-2009) a habité quelques années à Roumoules. Il était le héros du feuilleton L'Homme du Picardie (1968).

### Héraldique
| Blason de Roumoules | Blason  | D'azur à deux lions affrontés d'or soutenant de leurs pattes de devant une meule de moulin d'argent,. |
| Blason de Roumoules | Détails | Armes parlantes. Roue de moulin. Le statut officiel du blason reste à déterminer.                     |

### Évènements
- Tour des Adrechs